# Duits voetballer van het jaar
Duits voetballer van het jaar is een titel voor de beste voetballer in de Duitse competitie. De voetballer van het jaar wordt gekozen door leden van 'Verband Deutscher Sportjournalisten' (VDS) in samenwerking met het Duitse voetbaltijdschrift Kicker Sportmagazin. Als kandidaten kunnen spelers die in Duitsland actief zijn worden gekozen en Duitsers die in het buitenland actief zijn. Voor mannen bestaat de titel sinds 1960, voor vrouwen sinds 1996. Tijdens het bestaan van de Duitse Democratische Republiek (DDR) werd de speler uit de DDR gekozen door het voetbaltijdschrift Neue Fußballwoche. 
In 2004 werd met de verkiezing van Aílton, voor het eerst een buitenlandse speler verkozen tot speler van het jaar. Jürgen Klinsmann is de enige speler die zowel in Duitsland (1988 en 1994) als in Engeland (1995) speler van het jaar werd. Lothar Matthäus werd in 1990 zowel Duits, als Europees, als wereldvoetballer van het jaar. Ook Franz Beckenbauer (1976), Karl-Heinz Rummenigge (1980) en Matthias Sammer (1996) werden Europees voetballer van het jaar.

## Voetballer van het jaar in Bondsrepubliek Duitsland
| Jaar | Speler                  | Club                     | Grootste successen in het verkiezingsjaar                                                 |
| ---- | ----------------------- | ------------------------ | ----------------------------------------------------------------------------------------- |
| 2021 | Robert Lewandowski      | Bayern München           | Duits kampioen, WK voor clubs, record van meeste goals in één Bundesliga-seizoen gebroken |
| 2020 | Robert Lewandowski      | Bayern München           | Duits kampioen, DFB-Pokalwinnaar, Champions Leaguewinnaar                                 |
| 2019 | Marco Reus              | Borussia Dortmund        | Champions League-kwalificatie                                                             |
| 2018 | Toni Kroos              | Real Madrid              | Champions Leaguewinnaar, WK voor clubs                                                    |
| 2017 | Philipp Lahm            | Bayern München           | Duits kampioen                                                                            |
| 2016 | Jérôme Boateng          | Bayern München           | Duits kampioen, DFB-Pokalwinnaar                                                          |
| 2015 | Kevin De Bruyne         | VfL Wolfsburg            | DFB-Pokalwinnaar                                                                          |
| 2014 | Manuel Neuer            | Bayern München           | Duits kampioen, DFB-Pokalwinnaar, WK voor clubs, wereldkampioen                           |
| 2013 | Bastian Schweinsteiger  | Bayern München           | Duits kampioen, DFB-Pokalwinnaar, Champions Leaguewinnaar                                 |
| 2012 | Marco Reus              | Borussia Mönchengladbach | Champions League-kwalificatie, clubtopscorer                                              |
| 2011 | Manuel Neuer            | Schalke 04               | DFB-Pokalwinnaar                                                                          |
| 2010 | Arjen Robben            | Bayern München           | Duits kampioen, DFB-Pokalwinnaar, Champions League finalist                               |
| 2009 | Grafite                 | VfL Wolfsburg            | Duits kampioen, Bundesliga-topscorer                                                      |
| 2008 | Franck Ribéry           | Bayern München           | Duits kampioen, DFB-Pokalwinnaar                                                          |
| 2007 | Mario Gómez             | VfB Stuttgart            | Duits kampioen, DFB-Pokalfinalist                                                         |
| 2006 | Miroslav Klose          | Werder Bremen            | WK- en Bundesliga-topscorer, derde op het WK                                              |
| 2005 | Michael Ballack         | Bayern München           | Duits kampioen, DFB-Pokalwinnaar                                                          |
| 2004 | Aílton                  | Werder Bremen            | Duits kampioen, DFB-Pokalwinnaar, Bundesliga-topscorer                                    |
| 2003 | Michael Ballack         | Bayern München           | Duits kampioen, DFB-Pokalwinnaar                                                          |
| 2002 | Michael Ballack         | Bayer Leverkusen         | Tweede in de Bundesliga en finalist bij de DFB-Pokal, Champions League en het WK          |
| 2001 | Oliver Kahn             | Bayern München           | Duits kampioen, Wereldbeker en Champions League                                           |
| 2000 | Oliver Kahn             | Bayern München           | Duits kampioen, DFB-Pokalwinnaar                                                          |
| 1999 | Lothar Matthäus         | Bayern München           | Duits kampioen, Champions League-finalist en DFB-Pokalfinalist                            |
| 1998 | Oliver Bierhoff         | Udinese                  | Italiaans topscorer, WK deelnemer (3 doelpunten)                                          |
| 1997 | Jürgen Kohler           | Borussia Dortmund        | Champions League                                                                          |
| 1996 | Matthias Sammer         | Borussia Dortmund        | Duits kampioen en Europees kampioen                                                       |
| 1995 | Matthias Sammer         | Borussia Dortmund        | Duits kampioen                                                                            |
| 1994 | Jürgen Klinsmann        | AS Monaco                | WK deelnemer (5 doelpunten)                                                               |
| 1993 | Andreas Köpke           | 1. FC Nürnberg           | Keeper van het Duitse elftal                                                              |
| 1992 | Thomas Häßler           | AS Roma                  | EK finalist, beste speler van het EK                                                      |
| 1991 | Stefan Kuntz            | 1. FC Kaiserslautern     | Duits kampioen                                                                            |
| 1990 | Lothar Matthäus         | Internazionale           | Wereldkampioen (aanvoerder)                                                               |
| 1989 | Thomas Häßler           | 1. FC Köln               | Tweede in de Bundesliga                                                                   |
| 1988 | Jürgen Klinsmann        | VfB Stuttgart            | Bundesliga topscorer                                                                      |
| 1987 | Uwe Rahn                | Borussia Mönchengladbach | Bundesliga topscorer                                                                      |
| 1986 | Harald Schumacher       | 1. FC Köln               | Finalist WK, UEFA Cup finalist                                                            |
| 1985 | Hans-Peter Briegel      | Hellas Verona            | Italiaans kampioen                                                                        |
| 1984 | Harald Schumacher       | 1. FC Köln               | EK deelnemer                                                                              |
| 1983 | Rudi Völler             | Werder Bremen            | Bundesliga topscorer                                                                      |
| 1982 | Karlheinz Förster       | VfB Stuttgart            | WK Finalist                                                                               |
| 1981 | Paul Breitner           | Bayern München           | Duits kampioen                                                                            |
| 1980 | Karl-Heinz Rummenigge   | Bayern München           | Europees Kampioen, Duits kampioen en Bundesliga topscorer                                 |
| 1979 | Berti Vogts             | Borussia Mönchengladbach | UEFA Cup                                                                                  |
| 1978 | Sepp Maier              | Bayern München           | WK deelnemer                                                                              |
| 1977 | Sepp Maier              | Bayern München           | Wereldbeker 1976                                                                          |
| 1976 | Franz Beckenbauer       | Bayern München           | Europacup I, EK finalist                                                                  |
| 1975 | Sepp Maier              | Bayern München           | Europacup I                                                                               |
| 1974 | Franz Beckenbauer       | Bayern München           | Wereldkampioen (aanvoerder), Europacup I en Duits kampioen                                |
| 1973 | Günter Netzer           | Borussia Mönchengladbach | DFB-Pokalwinnaar, Beroemd doelpunt na wissel in de verlenging                             |
| 1972 | Günter Netzer           | Borussia Mönchengladbach | Europees kampioen                                                                         |
| 1971 | Berti Vogts             | Borussia Mönchengladbach | Duits kampioen                                                                            |
| 1970 | Uwe Seeler              | Hamburger SV             | Derde op het WK (aanvoerder)                                                              |
| 1969 | Gerd Müller             | Bayern München           | Duits kampioen, DFB-Pokalwinnaar, Bundesliga topscorer                                    |
| 1968 | Franz Beckenbauer       | Bayern München           | Europacup II                                                                              |
| 1967 | Gerd Müller             | Bayern München           | Europacup II, DFB-Pokalwinnaar en Bundesliga topscorer                                    |
| 1966 | Franz Beckenbauer       | Bayern München           | WK finalist, DFB-Pokalwinnaar en derde in de Bundesliga als promovendus                   |
| 1965 | Hans Tilkowski          | Borussia Dortmund        | DFB-Pokalwinnaar                                                                          |
| 1964 | Uwe Seeler              | Hamburger SV             | Eerste Bundesliga topscorer                                                               |
| 1963 | Hans Schäfer            | 1. FC Köln               | Tweede in de Bundesliga                                                                   |
| 1962 | Karl-Heinz Schnellinger | 1. FC Köln               | Duits kampioen                                                                            |
| 1961 | Max Morlock             | 1. FC Nürnberg           | Duits kampioen                                                                            |
| 1960 | Uwe Seeler              | Hamburger SV             | Duits kampioen                                                                            |

### Succesvolste speler
| Speler            | Aantal |
| ----------------- | ------ |
| Franz Beckenbauer | 4      |
| Sepp Maier        | 3      |
| Uwe Seeler        | 3      |
| Michael Ballack   | 3      |
| Berti Vogts       | 2      |
| Gerd Müller       | 2      |
| Günter Netzer     | 2      |
| Harald Schumacher | 2      |
| Jürgen Klinsmann  | 2      |
| Lothar Matthäus   | 2      |
| Matthias Sammer   | 2      |
| Thomas Häßler     | 2      |
| Oliver Kahn       | 2      |
| Marco Reus        | 2      |

### Succesvolste clubs
| Club                     | Aantal |
| ------------------------ | ------ |
| Bayern München           | 23     |
| 1. FC Köln               | 5      |
| Borussia Mönchengladbach | 5      |
| Borussia Dortmund        | 6      |
| Hamburger SV             | 3      |
| Werder Bremen            | 3      |
| VfB Stuttgart            | 3      |
| 1. FC Nürnberg           | 2      |
| VfL Wolfsburg            | 2      |
| 1. FC Kaiserslautern     | 1      |
| Bayer Leverkusen         | 1      |
| AS Monaco                | 1      |
| AS Roma                  | 1      |
| Hellas Verona            | 1      |
| Internazionale           | 1      |
| Udinese                  | 1      |
| Real Madrid              | 1      |

### Veldpositie
| Positie                   | Aantal |
| ------------------------- | ------ |
| Doelman                   | 10     |
| Verdediger (incl. Libero) | 13 (6) |
| Middenvelder              | 15     |
| Aanvaller                 | 18     |

## Voetbalster van het jaar in Bondsrepubliek Duitsland
| Jaar | Speelster          | Club                   | Grootste successen in het verkiezingsjaar                          |
| ---- | ------------------ | ---------------------- | ------------------------------------------------------------------ |
| 2021 | Nicole Billa       | TSG 1899 Hoffenheim    |                                                                    |
| 2020 | Pernille Harder    | VfL Wolfsburg          |                                                                    |
| 2019 | Dzsenifer Marozsán | Olympique Lyon         |                                                                    |
| 2018 | Dzsenifer Marozsán | Olympique Lyon         |                                                                    |
| 2017 | Dzsenifer Marozsán | Olympique Lyon         |                                                                    |
| 2016 | Alexandra Popp     | VfL Wolfsburg          |                                                                    |
| 2015 | Célia Šašić        | 1. FFC Frankfurt       |                                                                    |
| 2014 | Alexandra Popp     | VfL Wolfsburg          |                                                                    |
| 2013 | Martina Müller     | VfL Wolfsburg          |                                                                    |
| 2012 | Célia Šašić        | SC 07 Bad Neuenahr     |                                                                    |
| 2011 | Fatmire Bajramaj   | Turbine Potsdam        |                                                                    |
| 2010 | Inka Grings        | FCR Duisburg           |                                                                    |
| 2009 | Inka Grings        | FCR Duisburg           |                                                                    |
| 2008 | Birgit Prinz       | 1. FFC Frankfurt       | UEFA Cup, Duits kampioen en Pokalwinnaar                           |
| 2007 | Birgit Prinz       | 1. FFC Frankfurt       | Wereldkampioen, Torschützenkönigin, Duits kampioen en Pokalwinnaar |
| 2006 | Birgit Prinz       | 1. FFC Frankfurt       | UEFA Cup                                                           |
| 2005 | Birgit Prinz       | 1. FFC Frankfurt       | Europees kampioen en Duits kampioen                                |
| 2004 | Birgit Prinz       | 1. FFC Frankfurt       | Geen                                                               |
| 2003 | Birgit Prinz       | 1. FFC Frankfurt       | Wereldkampioen, Duits kampioen en Pokalwinnaar                     |
| 2002 | Birgit Prinz       | 1. FFC Frankfurt       | Duits kampioen en Pokalwinnaar                                     |
| 2001 | Birgit Prinz       | 1. FFC Frankfurt       | Europees kampioen, Duits kampioen en Pokalwinnaar                  |
| 2000 | Martina Voss       | FCR Duisburg           | Duits kampioen                                                     |
| 1999 | Inka Grings        | FCR Duisburg           | Topscorer                                                          |
| 1998 | Silke Rottenberg   | SF Siegen              | Geen                                                               |
| 1997 | Bettina Wiegmann   | Grün-Weiß Brauweiler   | Europees kampioen en Duits kampioen                                |
| 1996 | Martina Voss       | FC Rumeln-Kaldenhausen | Geen                                                               |

### Succesvolste voetbalster
| Speelster          | Aantal |
| ------------------ | ------ |
| Birgit Prinz       | 8      |
| Inka Grings        | 3      |
| Dzsenifer Marozsán | 3      |
| Martina Voss       | 2      |
| Alexandra Popp     | 2      |
| Célia Šašić        | 2      |

### Succesvolste clubs
| Club                          | Aantal |
| ----------------------------- | ------ |
| 1. FFC Frankfurt              | 9      |
| FCR 2001 Duisburg ¹           | 4      |
| VfL Wolfsburg                 | 4      |
| Olympique Lyon                | 3      |
| TSG 1899 Hoffenheim           | 1      |
| SF Siegen                     | 1      |
| FFC Brauweiler Pulheim 2000 ² | 1      |

¹ vroeger FC Rumeln-Kaldenhausen bzw. FCR Duisburg
² vroeger Grün-Weiß Brauweiler